# Moment (fizică)
Moment în fizică și mecanică denumește o mărime fizică ce rezultă din produsul unei mărimi active date și una sau mai multe distanțe în raport cu un punct sau o axă. În funcție de caracterul mărimii active și de domeniul fizic aplicativ, momentele se clasifică în:
- Momentul forței (moment rotitor), capacitatea unei forțe de a roti un sistem mecanic în jurul unui punct sau a unei axe.
- Moment cinetic (momentul impulsului, moment unghiular)

- Moment cinetic orbital
- Moment cinetic cuantic

- Moment de inerție, cuantifică rezistența opusă de un corp supus unei rotații printr-o accelerație unghiulară, analog masei inerțiale (masă de inerție) care cuantifică rezistența corpurilor supuse prin accelerații liniare la mișcări de tranziție.
- Moment de inerție planar, mărime privind rezistența unei secțiuni la solicitări mecanice.

- Moment de inerție axial, mărime privind rezistența unei secțiuni la încovoiere.
- Moment de inerție centrifugal, moment de inerție planar față de o axă oarecare.
- Moment de inerție polar, mărime privind rezistența unei secțiuni la torsiune.

- Moment încovoietor, moment care apare într-un element structural în urma încovoierii.
- Moment de torsiune, moment care determină răsucirea unui element structural.

- Moment dat de un cuplu de forțe.
- Moment de sarcină, în tehnica antrenării mecanice.

- Moment electric dipolar, mărime fizică care caracterizează distribuția în spațiu a sarcinilor electrice polarizate.
- Moment magnetic, este o mărime vectorială care măsoară intensitatea unei surse magnetice dipolare.
- Moment static, mărime privind rezistența unei secțiuni la tensiuni tangențiale.